# Radio K.A.O.S.
Radio K.A.O.S. este un album conceptual/operă rock a fostului basist și compozitor Pink Floyd, Roger Waters. Este al doilea său album solo. 

## Tracklist
1. "Radio Waves" (4:58)
2. "Who Needs Information" (5:55)
3. "Me or Him" (5:23)
4. "The Powers That Be" (4:36)
5. "Sunset Strip" (4:45)
6. "Home" (6:00)
7. "Four Minutes" (4:00)
8. "The Tide Is Turning" (5:43)

- Toate cântecele au fost scrise de Roger Waters.

## Single-uri
- "The Tide Is Turning" (1987)